# 美丽莲属
美丽莲属（学名：Tacitus），是景天科下的一个属。现为风车草属Graptopetalum Rose的异名。本属的美丽莲（Tacitus Bellus，现为Graptopetalum Bellum的异名）是原产于墨西哥北部的景天科（Crassulaceae）的一种花卉植物。1972年Alfred Lau 发现于奇瓦瓦州和索诺拉州，海拔高度为1,460米（4,800英尺）。

## 下属物种
- 美丽莲 Tacitus bellus Moran et J. Meyrán